# Яреськи (станція)
Яре́ськи — проміжна залізнична станція 4-го класу Полтавської дирекції Південної залізниці на електрифікованій лінії Полтава — Ромодан. Розташована в селі Нижні Яреськи Миргородського району Полтавської області.

## Історія
Станція Яреськи відкрита у 1901 році. До 1918 року належала до приватної Московсько-Києво-Воронезькій залізниці. У 1918 році увійшла до складу Південної залізниці.
У 1967 році в селі Яреськи, що розташоване за 1,5 км від станції, збудовано цукровий завод, до якого прокладена  під'їзна колія. До 1990-х років на перегоні Яреськи — Матяшівка була облаштовано платформа Турбаза, на якій приміські поїзди здійснювали зупинку в період з 9 травня по 15 жовтня.
У грудні 2001 року станція Яреськи електрифікована змінним струмом (~25 кВ) в складі дільниці Гоголеве — Сагайдак.
На станції здійснюються  вантажні роботи переважно для агрофірми імені О. Довженка. За даними 2014 року основними номенклатурними вантажами були цукор, зернові, щебінь. За 10 місяців 2014 року на станції було навантажено 1047 вагонів, розвантажено 839. У далекому сполученні перевезено 3858 пасажирів, у приміському — 6505 пасажирів.
У 2014 році побудована та електрифікована друга колія на перегоні Федунка — Яреськи. Тоді ж на станції проведений капітальний вокзалу, пасажирських платформ, перекрито навіс для пасажирів, встановлені козирки на входах до вокзалу, відремонтований туалет, пофарбовані фасади вокзалу та посту ЕЦ.
У 2014 році колектив станції налічував 14 працівників. Начальник станції — Лариса Васильченко.

## Інфраструктура
На станції є дві головні, три бічні та декілька тупикових колій. До станції примикають під'їзні колії Яреськівського цукрового заводу (у непарній горловині) та інших підприємств. Перегін до станції Сагайдак — двоколійний, до станції Матяшівка — одноколійний. Обидва перегони електрифіковані, з двостороннім автоблокуванням.

## Пасажирське сполучення
На станції Яреськи зупиняються приміські електропоїзди, що прямують за напрямком Гребінка — Полтава — Огульці. Для посадки/висадки  пасажирів на поїзди облаштовані дві низькі пасажирські платформи.